# フレッド・ボーレ・ルンベルク
フレッド・ボーレ・ルンベルク（Fred Børre Lundberg、1969年12月25日 - ）は、ノルウェー、トロムス県Bardu出身の元ノルディック複合選手。1990年代に活躍した。

## プロフィール
1989年のノルディックスキージュニア世界選手権で団体の金メダルを獲得。
翌1990年にノルディック複合・ワールドカップにデビューするといきなり2位となり、2戦目で早くも優勝した。
1991年の世界選手権で優勝、同年のワールドカップでも総合優勝を果たした。
世界選手権では通算で金3個を含む合計6個のメダルを獲得。
オリンピックでは自国開催の1994年リレハンメルオリンピックで個人金メダルを獲得するなど合計4個のメダルを獲得した。
1998年にはホルメンコーレン・メダルを受賞（ラリサ・ラズチナ、アレクセイ・プロクロロフ、ハッリ・キルヴェスニエミと同時受賞）した。